# Чонтальские майя
Чонтальские майя — народ майя из мексиканского штата Табаско. «Чонтал» происходит от астекского слова «chontalli», что означает «иностранец». Оно применялось к различным этническим группам в Мексике. Чонтальские майя называют себя «йокот’аноб» или «йокот’ан», что означает «говорящие на йоко очоко», но авторы, пишущие о них, называют их чонтал-майя из Сентлы, «чонтал табаско», или по-испански «chontales». Чонтальские майя считают себя потомками ольмеков и не имеют отношения к оахаканскому чонталу.

## Расселение
Йокот’ан населяют 21 город на обширной территории, известной как «ла Чонтальпа», которая простирается на территории пяти муниципалитетов Табаско: Сентла, Эль-Сентро, Джонута, Макуспана и Накаджука. В Накаджуке они составляют большинство населения. Местность, населенная чонтальскими майа очень разнообразна — здесь много водоемов, и ни одна из форм рельефа не является преобладающей. Сушу пересекают сезонно разливающиеся реки, а также многочисленные озера, лагуны и водно-болотные угодья. Климат влажный, тропический, а фауна была типичной для тропических регионов до тех пор, пока окружающая среда не была изменена деятельностью человека. Преобладающей формой растительности являются мангровые заросли.

## История
Территория Йокот’ан была колыбелью цивилизации ольмеков, которая жила там ориентировочно с 1400 до 400 года до н. э. Цивилизация майя достигла своего расцвета примерно в 300 году н. э. В это время йокот’ан также находились на вершине своей культуры. Они уже начали приходить в упадок ко времени испанского завоевания Юкатана и упоминаются в рассказах Берналя Диаса дель Кастильо и Эрнана Кортеса.
В 1614 году в Накаджуке, считавшейся тогда центром йокотанского мира, была построена первая церковь.